# Districtul Al-Judayyda
Districtul Al-Judayyda (în arabă الجديدة) este unul dintre districtele din Guvernoratul Karak, Iordania.